# リコーインダストリー
リコーインダストリー株式会社（Ricoh Industry Company, Ltd.）は、神奈川県厚木市に本社を置くリコーの子会社でデジタル印刷機などの製造を行う企業。
2013年4月1日に、株式会社リコーの生産機能の一部を会社分割により継承するとともに、東北リコー株式会社、リコープリンティングシステムズ株式会社、リコーユニテクノ株式会社を吸収合併し、リコーの生産子会社となった。

## 主力製品・事業
- ラインプリンター
- 連続紙プリンター

## 主要事業所
- 本社 - 神奈川県厚木市下荻野1005番地
- 東北事業所 - 宮城県柴田郡柴田町中名生神明堂3-1
- 勝田事業所 - 茨城県ひたちなか市武田1060番地

## 沿革
- 2012年12月19日 - リコーの子会社として設立。
- 2013年4月1日 - リコーの生産機能の一部を会社分割により継承。東北リコー株式会社、リコープリンティングシステムズ株式会社、リコーユニテクノ株式会社を吸収合併。

## 主要関係会社

### 海外グループ企業
- Ricoh Printing Systems America, Inc.
- 東北理光（福州）印刷設備有限公司
- 東北理光香港有限公司

### 関連会社
- 迫リコー
- リコー